# لازارو ۳۶۰۲
سیارک ۳۶۰۲ (به انگلیسی: 3602 Lazzaro، نامگذاری:1981DQ2) سه هزار و ششصد و دومین سیارک کشف شده‌است که در ۲۸ فوریه ۱۹۸۱ کشف شد.
قدر مطلق سیارک برابر ۱۴٫۳۰ است.